# 海陽ヨットハーバー
海陽ヨットハーバー（かいようヨットハーバー）は、愛知県蒲郡市海陽町1丁目にある県営のヨットハーバー。

## 概要
全国でも有数の規模を持つヨットハーバーである。2014年（平成26年）4月より豊田自動織機が命名権を得て「豊田自動織機海陽ヨットハーバー」の名称となっている。
1993年（平成5年）4月に開業し、翌年に開催されたわかしゃち国体のヨット競技メイン会場として利用された。
その後もインターハイなど数多くのヨット競技が行われている。
周辺には蒲郡東高校ヨット部のクラブハウスや名古屋大学、名古屋工業大学、愛知学院大学、愛知大学、南山大学、名城大学等の大学ヨット部のクラブハウスがある。
隣接するラグーナ蒲郡のラグナマリーナや県営蒲郡ヨットハーバー（2006年（平成18年）春閉鎖）とあわせて、全国でも有数の規模であるヨットの街の中心となっている。
セーリングワールドカップ愛知・蒲郡大会向け2016年（平成28年）から行われていた整備工事が2017年（平成29年）9月に終了し、クラブハウス（東棟、西棟）や大屋根、艇庫、浮桟橋、コンテナヤードが新設されたほか、既存施設も改修された。

## データ
- 所在地：〒443-0014　愛知県蒲郡市海陽町1丁目7番地
- 開業：1993年（平成5年）4月
- 営業時間（5月1日 - 8月31日）：午前8時 - 午後7時
- 営業時間（上記以外）：午前8時 - 午後5時
- 休業日：毎週水曜日（ゴールデンウィーク及び7・8月は無休）水曜日が国民の祝日にあたる場合はその翌日、年末年始（12月29日 - 翌年1月3日）

## 施設

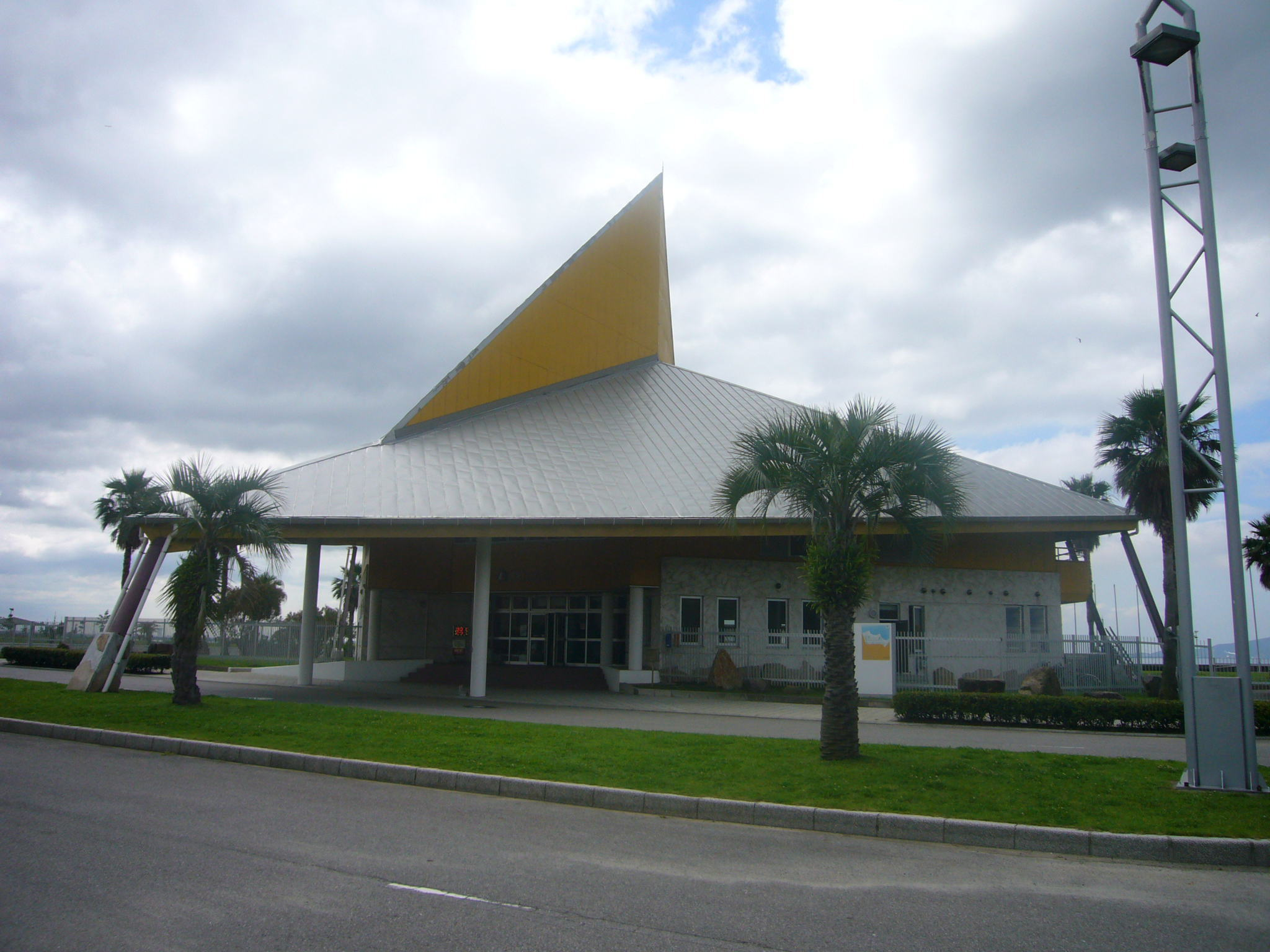
クラブハウス

- クラブハウス（1,290.89m2、鉄骨造り2階建）
  - 事務室
  - 大会議室（42人収容）
  - 小会議室（12人収容）
  - ロッカー（232個、無料）
  - シャワールーム（16基、無料）
  - レストラン「クルーズイン」海陽店（営業時間：8時 - 21時、年中無休）
  - 自販機コーナー
- 駐車場（358台確保、料金無料）
- イベント広場（6,100m2）
- 艇庫（1,053.91m2、鉄骨造り一部3階建）
  - レンタルヨット50艇（スナイプ級：35艇、シーホッパー：12艇、470級：1艇、レーザーⅡ級：2艇）
  - 船具用ロッカー（28個）
- 野積場（8,203.62m2、（ディンギー：538艇、クルーザー：42艇））
- 係留施設（幅2m長さ40m：2基、幅2m長さ40m：1基）
- クレーン（5t吊り1基）
- ボートキャリア（5tけん引1台）
- 給水施設（45基）
- スロープ（2か所、225.6m）
- 救助艇（2艇）

## 沿革
- 1993年（平成5年）4月 - 開業。
- 1994年（平成6年）9月 - わかしゃち国体（愛知国体）のヨット競技メイン会場となる。

## 交通アクセス
- 東名高速道路 音羽蒲郡I.C.より音羽蒲郡道路（三河湾オレンジロード）・国道247号（中央バイパス）を経由（約12km、約20分）。
- 東名高速道路 豊川I.C.より国道151号を経由。（約17km、約35分）。
- 名鉄バス東部（名鉄バス）「海陽ヨットハーバー」バス停下車。